# Zero II
Zero II ist eine osttimoresische Aldeia im Suco Fatuhada (Verwaltungsamt Dom Aleixo, Gemeinde Dili). 2015 lebten in der Aldeia 2503 Menschen.

## Lage und Einrichtungen
Zero II liegt im Süden des Sucos Fatuhada ein. Es bildet den Westen des eigentlichen Stadtteils Fatuhada. Westlich der Rua de Manu#Kokorek liegt die Aldeia Zero IV, nördlich der Rua de Molik Laran die Aldeia Zero I und westlich der Rua de Ai-Teka die Aldeia Zero III. Im Süden grenzt Zero II mit der Avenida Nicolau Lobato an den Suco Bairro Pite.
Im Norden befinden sich der Sitz des Sucos Fatuhada, eine medizinische Station und im Osten die Grundschule Fatuhada (EBF).